# Asociación Guías Scouts del Paraguay
L'Asociación Guías Scouts del Paraguay (tradotto Associazione Guide Scout del Paraguay) è l'organizzazione nazionale del Guidismo nel Paraguay. Questa conta 445 membri (nel 2003). Fondata nel 1923 l'organizzazione diventa un membro associato del World Association of Girl Guides and Girl Scouts(WAGGGS) nel 1966 e membro effettivo nel 1978. 
L'emblema dell'associazione incorpora elementi della Bandiera del Paraguay.